# Мохаммад Реза Захеді
Мохаммад Реза Захеді (англ. Mohammad Reza Zahedi; 2 листопада 1960, Ісфаган — 1 квітня 2024, Дамаск) — іранський воєначальник, бригадний генерал КВІР.

## Біографія
Командувач сухопутними силами Корпусу вартових ісламської революції з липня 2006 по липень 2008 року. Потім призначений на посаду командувача Ліванського корпусу Сил Кудс. Керував постачанням великої кількості зброї з Ірану через Сирію для «Хезболли».
Його ім'я було включено до «чорного списку» ООН із 15 високопоставлених військових і політичних діячів Ірану, підозрюваних у причетності до розробки ядерної та ракетної програм Тегерану, і яким заборонено виїзд за межі Ірану.

## Смерть
1 квітня 2024 року Захеді було вбито в результаті ізраїльського авіаудару по консульству Ірану в сирійській столиці Дамаску. Будівлю консульства було зруйновано, в результаті загинули ще щонайменше п'ятеро людей.